# Петровск (станция)
Петро́вск — железнодорожная станция Александровского направления Северной железной дороги, расположенная в посёлке городского типа Петровское Ярославской области.
На станции имеются 2 низкие платформы: боковая и островная, касса для продажи билетов на пригородные поезда.
От станции отходит ветка для грузовых поездов на посёлок Приозёрный.
На станции останавливаются все электропоезда, идущие на Рязанцево и Александров.

## Железнодорожное сообщение[3]
| № поезда | Маршрут движения                   | № поезда | Маршрут движения                  |
| -------- | ---------------------------------- | -------- | --------------------------------- |
| 6001     | Ярославль-Главный — Александров-1  |          |                                   |
| 6002     | Рязанцево — Филино                 |          |                                   |
| 6003     | Ярославль-Главный — Александров-1  | 6004     | Александров-1 — Ярославль-Главный |
| 6007     | Ростов-Ярославский — Александров-1 |          |                                   |
| 6006     | Александров-1 — Филино             |          |                                   |
| 6008     | Александров-1 — Ярославль (депо)   | 6009     | Ярославль-Главный — Александров-1 |
| 6012     | Александров-1 — Ярославль-Главный  |          |                                   |
| 6013     | Ярославль (депо) — Рязанцево       |          |                                   |